# Napoléon Peyrat
Pour les articles homonymes, voir Napoléon (homonymie) et Peyrat.
Napoléon Peyrat, aussi surnommé Napol le pyrénéen, né le 10 janvier 1809 à Les Bordes-sur-Arize, en Ariège, et mort le 4 avril 1881 à Saint-Germain-en-Laye, est un pasteur protestant, historien du catharisme et de la Réforme, et un poète français. 
Il est, avec la publication de son Histoire des Albigeois, à la fois le créateur de l'histoire légendaire et romantique qui assimile les Cathares aux protestants comme victimes des persécutions du clergé catholique, et un des premiers utilisateurs du mot Occitanie. 

## Biographie
Napoléon Peyrat naît aux Bordes-sur-Arize, village de l'Ariège. Il est le fils de Jean-Eusèbe Peyrat et de Marguerite Gardel. Il fait ses études à la faculté de théologie protestante de Montauban de 1826 à 1831 et soutient une thèse de baccalauréat intitulée Christianisme au XIXe siècle. Il est précepteur quelques années à Bordeaux. Il est nommé pasteur auxiliaire de l'Église réformée de Saint-Germain-en-Laye en 1844, puis pasteur titulaire en 1847. Il fait édifier le temple de Saint-Germain-en-Laye en 1862. 
Il est connu entre autres pour avoir mis à jour le château de Montségur et a un intérêt particulier pour étudier l'histoire des cathares, qu'il voit comme ses précurseurs. Peyrat reçoit la Légion d'honneur et en devient chevalier.
Il est admis comme membre du Félibrige en 1877, et rejoint la tendance des « félibres rouges ».

## Activités historiographiques
On lui doit notamment une Histoire des Albigeois en cinq volumes, rééditée chez Lacour-Ollé, une biographie de Béranger et de La Mennais ainsi que trois recueils de poésies, et encore une Histoire des pasteurs du Désert : depuis la révocation de l'édit de Nantes jusqu'à la Révolution française, 1685-1789.
Bien que montrant, à propos du catharisme, une intuition théologique étonnante pour son époque, Peyrat, par son imagination lyrique, est largement à l'origine de la mystification moderne de Montségur et des cathares. Ainsi, il a abusivement vu en Esclarmonde de Foix une diaconesse cathare, fondatrice et protectrice de la citadelle de Montségur où elle reposerait toujours dans une vaste crypte creusée au sein du « pog ». Il crée une vision élogieuse et largement romantique des cathares, présentés comme les prédécesseurs des camisards, les uns comme les autres s'opposant à un catholicisme toujours intolérant et lié aux « massacreurs ». Il montre quelle a été l'opposition entre les cathares aux idéaux de bonté, de paix et d'entraide mutuelle et la répression venant du pape, du roi de France et de la noblesse du Nord. L'imagerie qu'il met en place alimentera le régionalisme occitan et un certain hermétisme catharisant qui connaîtra un succès durable,,.

## Décorations
- Chevalier de la Légion d'honneur

## Publications
- Histoire des pasteurs du Désert : depuis la révocation de l'édit de Nantes jusqu'à la Révolution française, M. Aurel : Paris, 1842. (tome premier)
- Histoire des pasteurs du Désert : depuis la révocation de l'édit de Nantes jusqu'à la Révolution française, M. Aurel : Paris, 1842. (tome deuxième)
- Les réformateurs de la France et de l'Italie au douzième siècle, Meyrueis : Paris, 1860.
- Béranger et Lamennais : correspondance, entretiens et souvenirs, Ch. Meyrueis : Paris, 1861.
- Histoire des Albigeois : les Albigeois et l'Inquisition, Librairie Internationale : Paris, 1872. (tome premier)
- Histoire des Albigeois : les Albigeois et l'Inquisition, Librairie Internationale : Paris, 1872. (tome troisième)
- La Grotte d'Azil, précédée d'une Notice sur Siméon Pécontal, Grassart : Paris, 1874.